# Friedrich Moritz von Nostitz-Rieneck
Friedrich Moritz, Graf von Nostitz-Rieneck (1728 - 19 de noviembre de 1796, en Viena) fue un mariscal de campo en el servicio imperial de la Casa de Habsburgo. Su sobrino, Johann Nepomuk von Nostitz-Rieneck, fue un oficial general en el servicio Habsburgo durante las guerras napoleónicas. Fue un miembro de la familia noble Nostitz.

## Carrera
Se unió al servicio, probablemente durante las guerras de Austria con Prusia en la década de 1740, y fue promovido a coronel en 1759, durante la guerra de los Siete Años. El 19 de febrero de 1766, fue promovido de nuevo a mayor general, y el 19 de enero de 1771 fue ascendido a teniente-mariscal de campo, efectivo el 25 de febrero de 1767. El 28 de marzo de 1785, fue promovido a General der Kavallerie, y el 15 de mayo de 1796 a mariscal de campo. Fue Capitán de la Guardia personal de Trabanten y Guardia del Hofburg, ambos puestos honoríficos entre abril de 1785 y mayo de 1796.
También fue presidente del Consejo Áulico, el gabinete Imperial de consulta del emperador del Sacro Imperio en materia militar. Ocupó este puesto desde mayo de 1796 hasta su muerte posteriormente ese año. También fue Consejero Privado y Chambelán Imperial y Real. En 1790, recibió la Orden del Toisón de Oro. Él y varios de sus hermanos y tíos sirvieron como diplomáticos y consejeros militares.